# Megalithanlagen der Bretagne

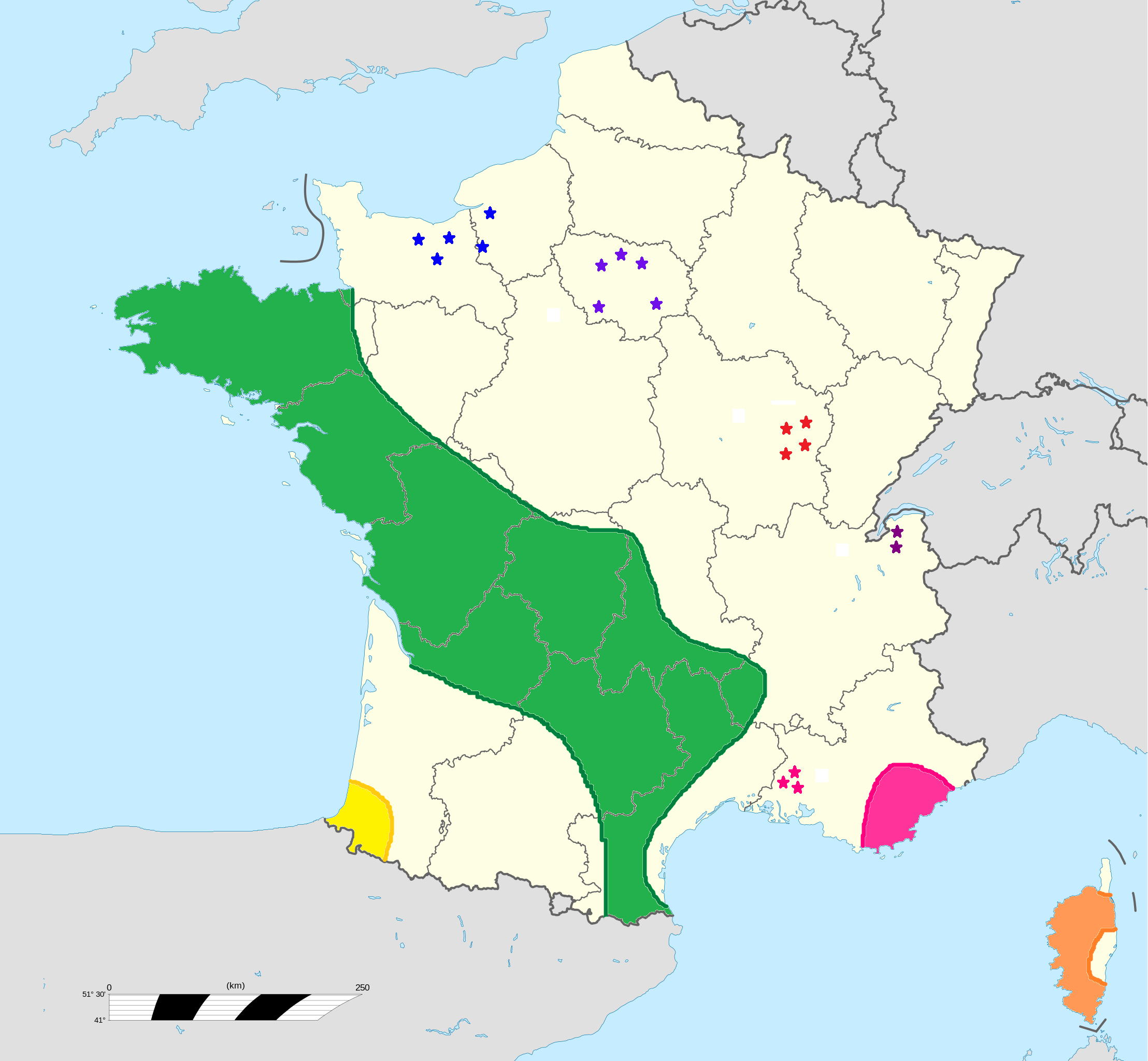
Verteilung von Dolmen in Frankreich (grün); Cluster von Anlagen anderen Typs als Sterne (oder gelb (Département Pyrénées-Atlantiques), lila (Département Var), braun (Korsika))

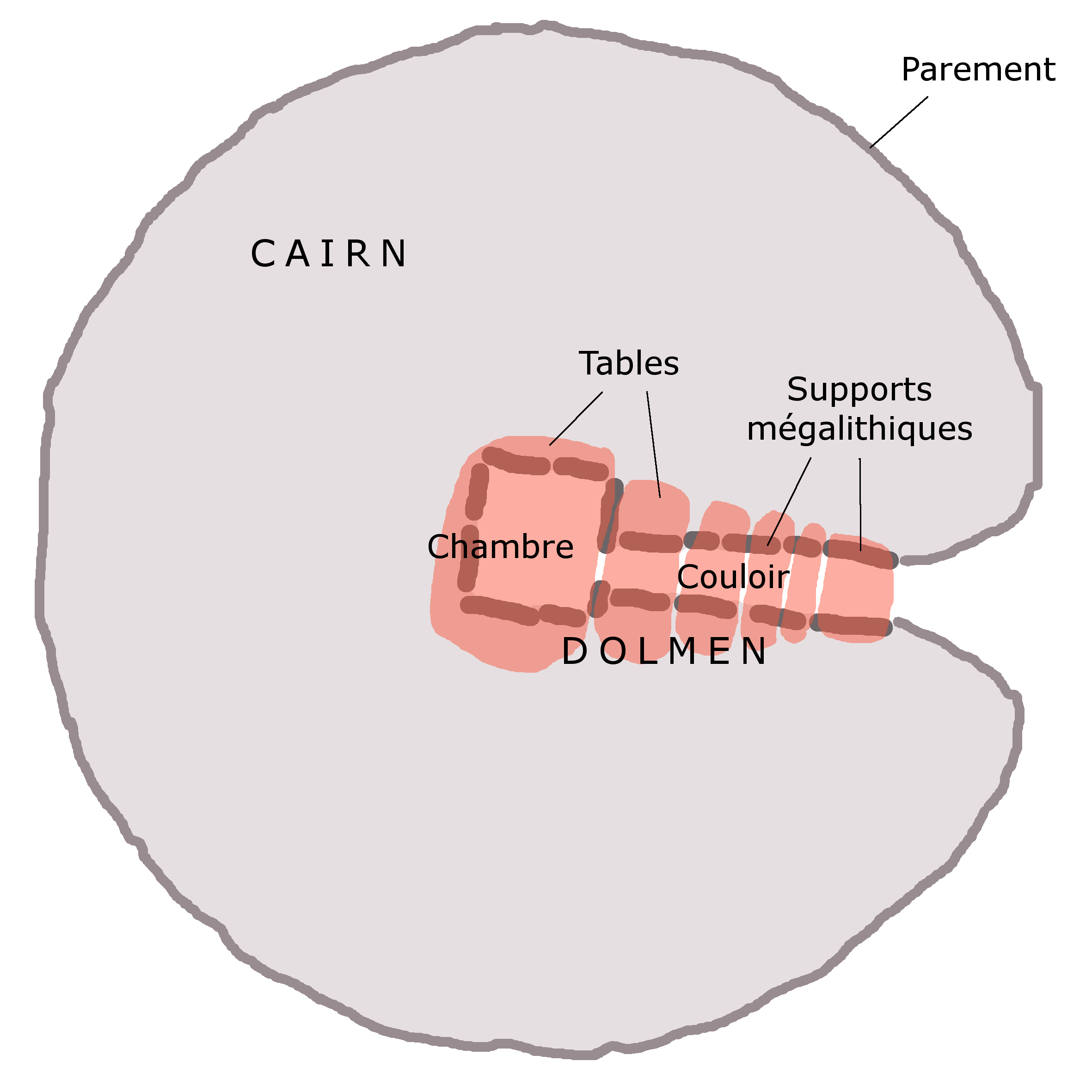
Idealtypischer „Dolmen mit Gang“ im Cairn

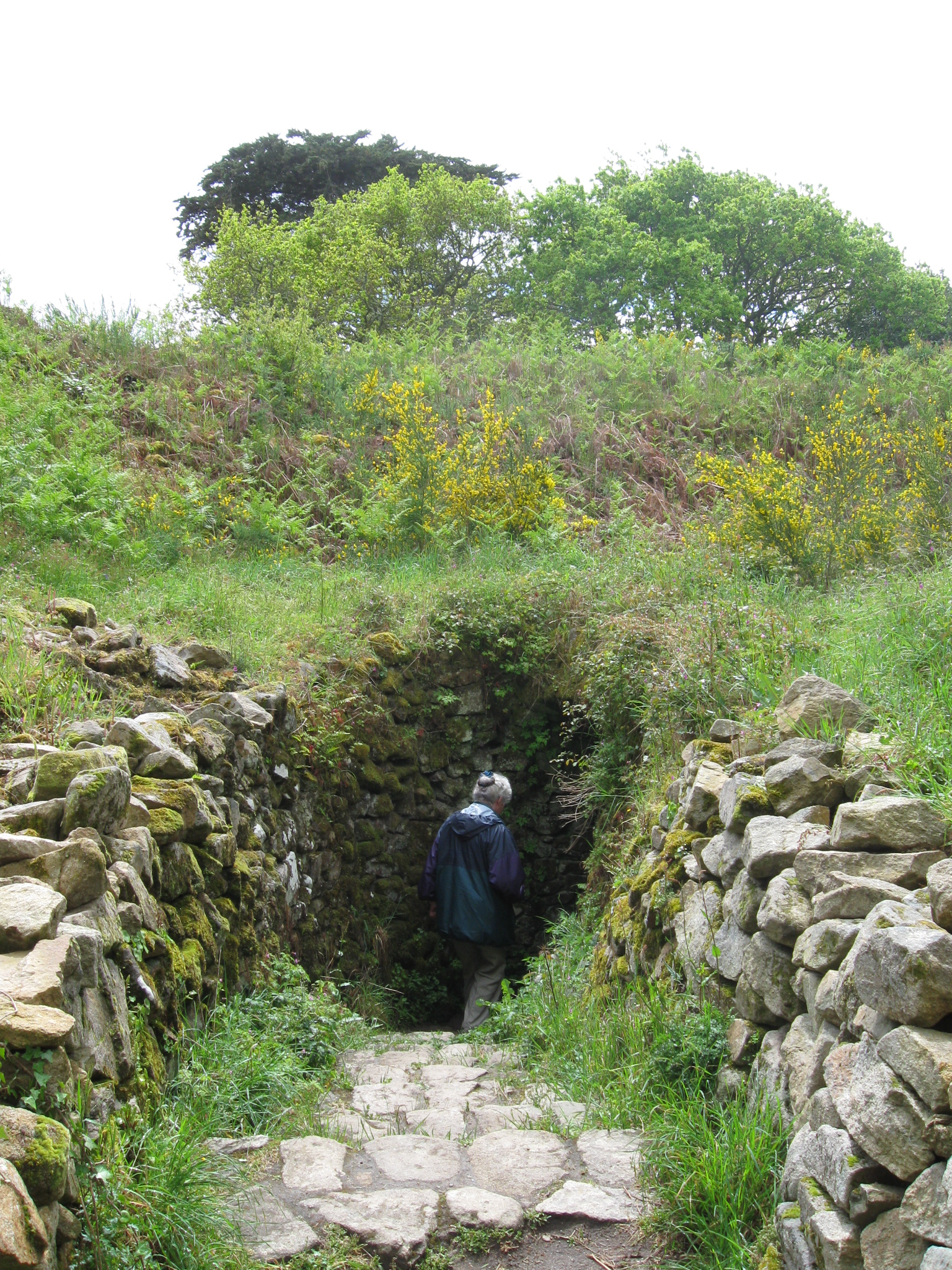
Mané er Hroek

Die meisten Megalithanlagen der Bretagne wurden unter dem Oberbegriff Dolmen gefasst, die Übrigen sind Allées couvertes, Steinreihen, Cromlechs, Steinkreise und Tumuli (Hügelgräber). Der Begriff Dolmen ist in Frankreich der Oberbegriff für Megalithanlagen aller Typen und nicht nur für einen auf Säulen ruhenden Steintisch. Neben der einfachen Form wurden seit den Anfängen (etwa 4500 v. Chr.) auch komplexere Bauten errichtet. Die Anlagen liegen in den Départements Côtes-d’Armor, Finistère, Ille-et-Vilaine, geographisch auch Mayenne und im Département Morbihan.

## Typen(folge)
Christine Boujot und Serge Cassen kamen 1992 für die Bretagne zu einer Klassifikation, bei der Hügel mit Einfassungen (Mané-Pochat-en-Uieu, Mané Ty-Ec, Le Manio und Kerlescan) und die Steinkisten in runden Tumuli, deren Kammern aus großen Blöcken gebaut sind (Mané-er-Hroëk, Tertre du Castellic, Saint-Michel in Carnac) am Anfang stehen (um 4500 v. Chr.) Die Kammern haben sich gemäß dieser Klassifikation dann um 4000 v. Chr. zu Ganggdolmen mit runden und später rechteckigen Kammern entwickelt, denen um 3500 v. Chr. Anlagen mit langen Gängen und Knickdolmen (Dolmen von Goërem, Les Pierres-Plates) folgten. Am Schluss stehen die Allées couvertes um 3000 v. Chr.
Zu den der Dolmenidee diametral entgegengesetzten Beispielen zählen z. B. die frühen Cairns von Barnenez und Kerléven und die Anlagen auf der Île Guennoc. Länglich-trapezoide oder runde Hügel bedecken Steinkammern mit reichhaltiger innerer Installation und Petroglyphen. Zu diesen so genannten carnacäischen Anlagen zählen der Tumulus St. Michel und der Mané-er-Hroek in Locmariaquer.
Große, mitunter mit Motiven dekorierte plattenartige Menhire wurden bereits früh neben runden aufgerichtet und nach einiger Zeit umgestürzt bzw. zerschlagen. Ihre Bruchstücke wurden als Deckenplatten in Megalithanlagen verwendet (z. B. Gavrinis, Mané Rutual oder Table des Marchand).
Die frühen Dolmen der Bretagne hatten einen einfachen Grundriss. Der enge, lange Gang führte zu einer großen runden polygonalen oder eckigen Kammer, deren Decke eine Tholos bildete. Um 3000 v. Chr. wurde diese Anordnung ergänzt. Die Räume erhielten Seitenkammern, wie die Dolmen im Tumulus von Mousseaux oder der Dolmen de la Joselière im Kanton Pornic (Loire-Atlantique). Bei Anlagen wie den Megalithanlagen von Liscuis wurde der Raum trapezoid und übermäßig verlängert. Es gibt Anlagen mit geknicktem (Dolmen á coudé), wie die Les Pierres-Plates in Locmariaquer, oder rechtwinkligem (Dolmen en equerre) Grundriss (Dolmen von Goërem).
Gleichzeitig entstanden Typen, für die ein mitteleuropäischer Einfluss (Fund einer Kragenflasche) angenommen wird. Die Galerien von Commana oder La Maison des Feins bei Tressé haben Steine gleicher Höhe für Vorkammer, Kammer und Gang, während bei den „Dolmen à couloir“ die Kammer höher als der Gang ist. Anlagen mit lateralem Zugang (Sepultres à entree laterale – Typ Ganggrab) bilden eine Sonderform der Allée couverte (Le Courtil des Fées, Four Sarrazin, Tréal, Grand Village) und waren, wie Crec’h Quillé bei Saint-Quay-Perros, von gewaltigen Hügeln bedeckt. In einigen Monumenten wurden Muttergöttinnen reliefartig abgebildet (Brustpaare), während sie in die Wände der ersten Dolmen nur eingraviert waren. Die größten Monumente wie La Roche-aux-Fées (Département Ille-et-Vilaine) wurden nach dem Vorbild des Dolmens von Bagneux in Anjou aus riesigen Steinplatten gebaut. Das Gegenstück bilden Anlagen mit einem hohen Anteil an Trockenmauerwerk wie der Dolmen de Bilgroix.

## Französische Nomenklatur

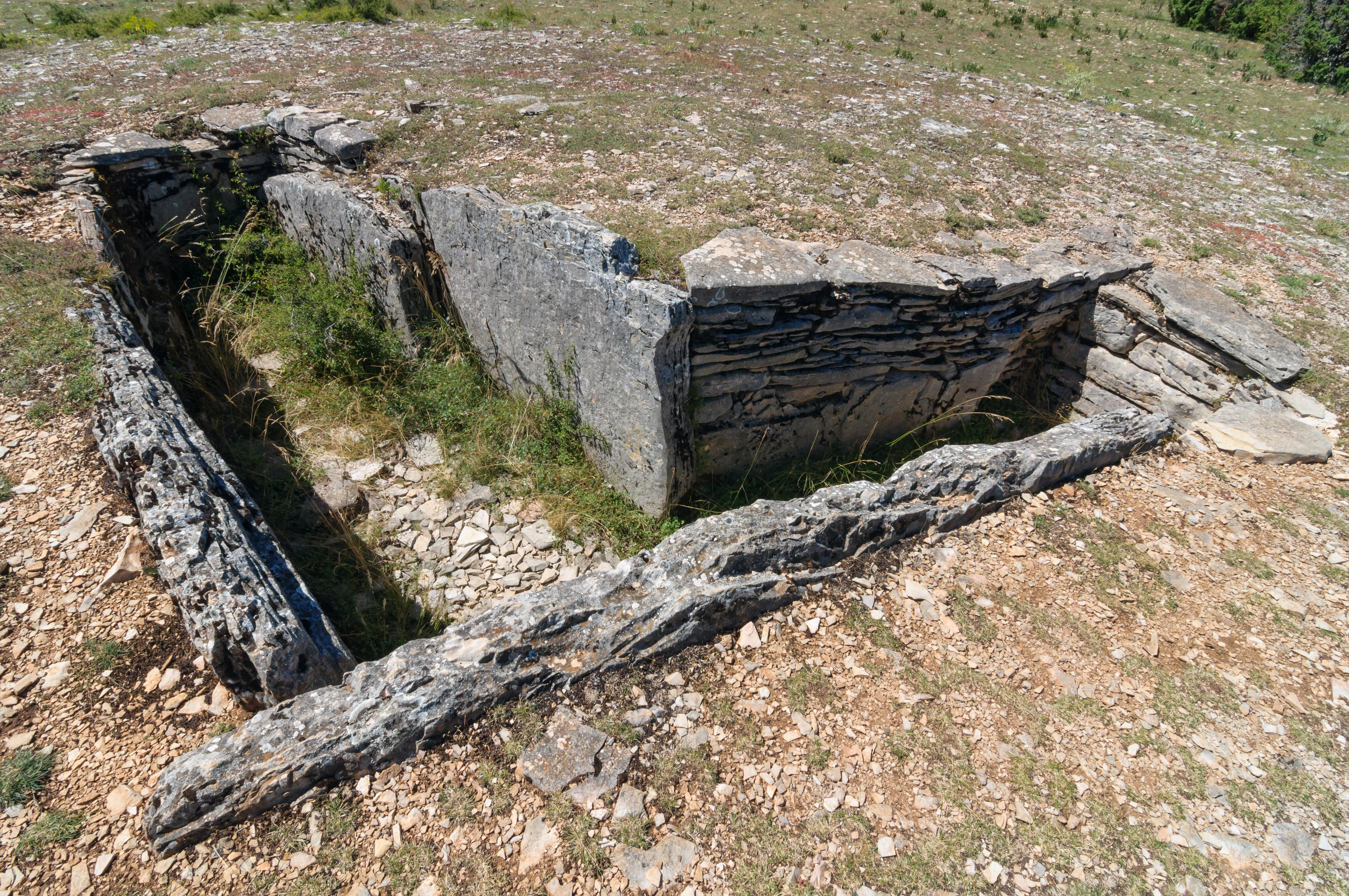
Knickdolmen (Dolmen coudé) von Aire des Trois-Seigneurs (nicht in der Bretagne)

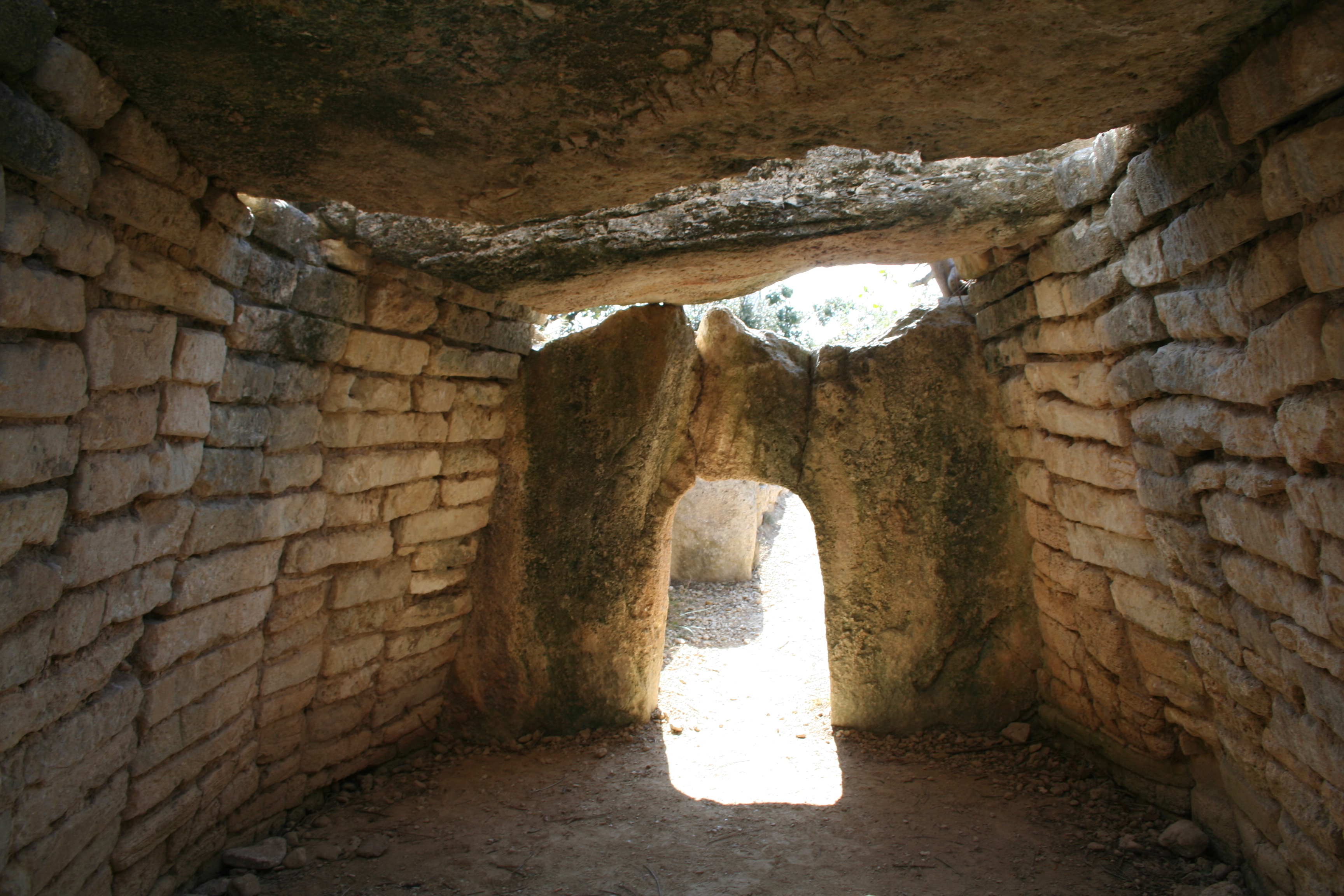
Dolmen de Gallardet – Typ: Pierre sèche = Trockenmauerwerk (nicht in der Bretagne)

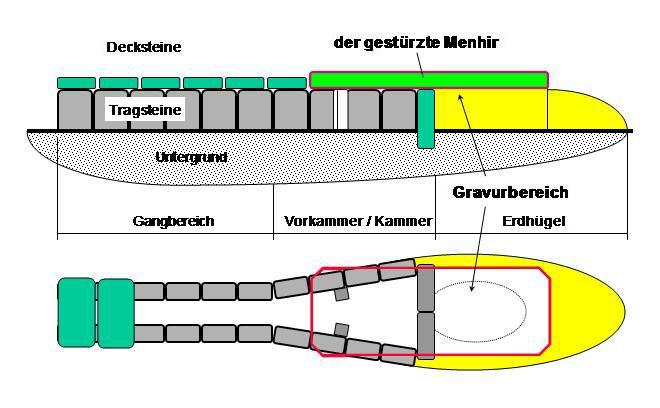
Dolmen en V

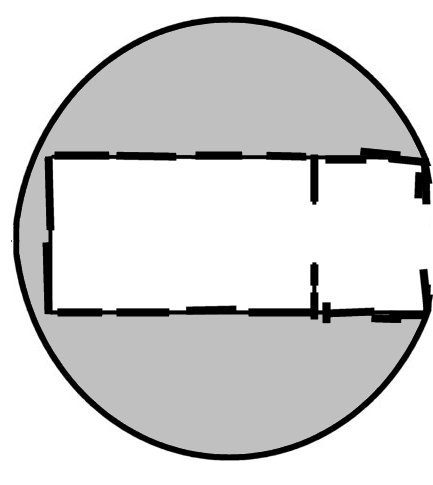
Dolmen angevin

- Alignement: (englisch Alignment oder Stone row) Reihe oder Reihen von Menhiren gleicher Orientierung
- Allée couverte: gangartig gestreckte, flach gedeckte Anlage aus Steinplatten
- Allée couverte arcboutée: Anlage aus sich strebewerkartig stützenden Steinplatten (Ti ar C’horriged oder Castel-Ruffel)
- Cairn: Hügel
- Coffre: kleine Steinkiste
- Cromlech: walisischer Name für Steinkreise, veraltet
- Dolmen: Megalithmonument unterschiedlicher Form aus Findlingen oder Steinplatten

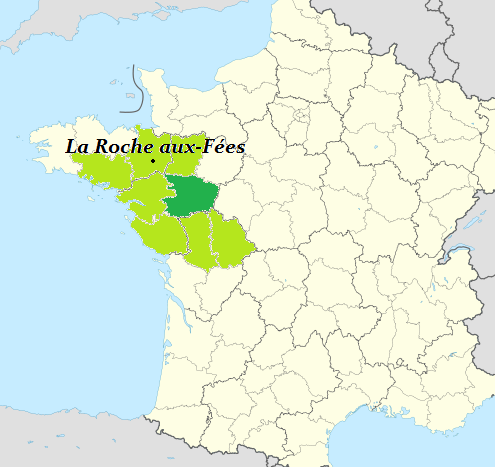
Verbreitung der Dolmen vom Typ angevin - dunkelgrün = Zentrum

- - Dolmen simple: einfacher Dolmen, eine Kammer aus Tragsteinen, von ein bis zwei Decksteinen bedeckt
  - Dolmen à couloir: Kammer und Gang von geringerer Höhe (Dolmen von Kerroc’h)

Schemata der Dolmen à couloir
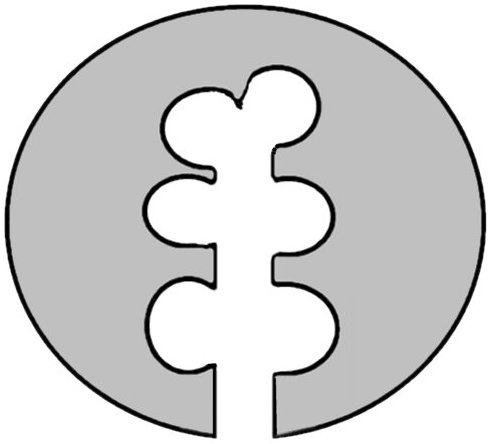
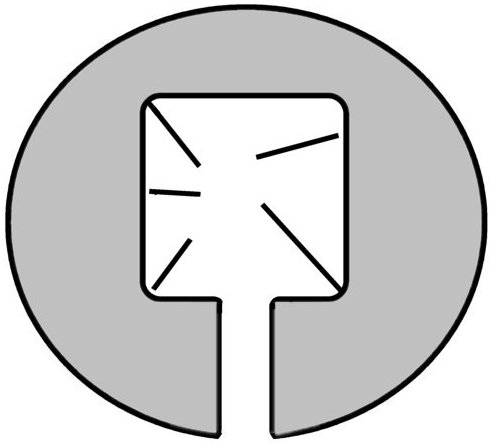
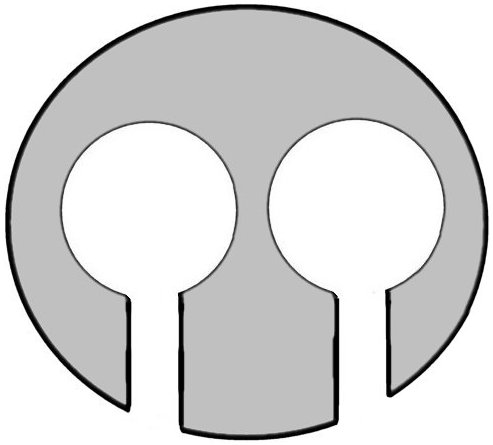
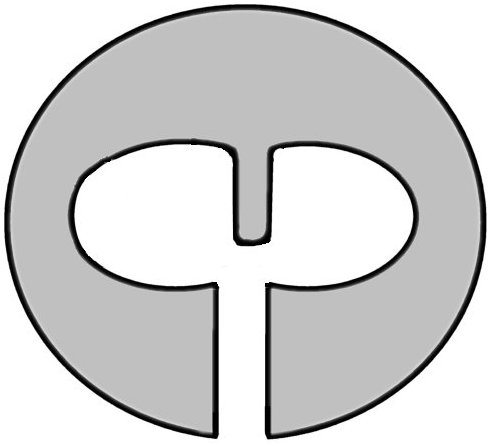
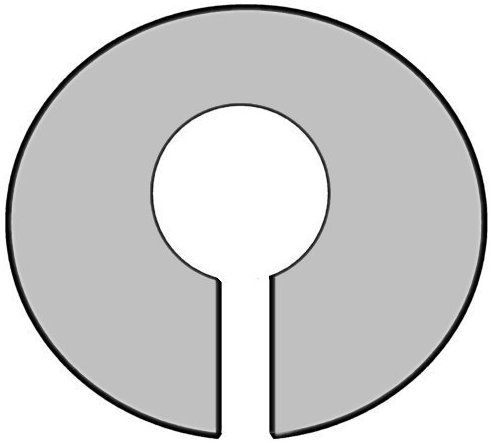

- - Dolmen à coudé: stumpf- oder rechtwinkelig geknickte Ganganlage (Coguel Runaour, Kernourz, Luffang, Außerhalb der Bretagne : Aire des trois Seigneurs, Dolmen von Champerboux, Dolmen des Vézinies 3)
  - Dolmen transepté oder Dolmen à cabinets latéraux: Dolmen mit Nebenräumen zu beiden Seiten des Ganges.
  - Dolmen en V: (französisch Sepulture en V) Dolmen mit engem Gang der sich im Kammerbereich symmetrisch verbreitert.
- Enceinte: Anordnung von Menhiren in Kreis (Cercle)- oder Quadratform (Quadrilatere).
- Hémicycle: Halbkreis aus Menhiren.
- Menhir: einzelner aufrecht stehender Stein, unbehauen, geglättet auch mit Gravuren.
- Orthostat: stehender Stein, der die Deckenplatte des Monumentes trägt oder Hügel einfasst
- Pierre sèche: Konstruktion aus Trockenmauerwerk.
- Placître: Kultstätte vor einem Megalithen.
- Sépulture à entrée latérale: Sonderform der Allée couverte mit rechtwinkelig zur Kammer gelegenen Zugang.
- Sépultures sous dalle de type Malesherbes Monolithgrab
- Tertre tumulaire: Langhügel aus Stein oder Erde zur Abdeckung einer Kammer.
- Tholos: Kraggewölbebau aus kleinen Steinen, der aber zu den Megalithanlagen gezählt wird.
- Tombelle: einfache, durch eine Anhäufung von Steinen eingefasste Grabstätte.
- Tumulus: Grabhügel aus Erde oder einer Verbindung von Erde und Stein

## Keramik
Mit den ersten um 4500 v. Chr. erbauten Dolmen trat die Carn-Keramik auf, die bisweilen fein gearbeitet und sorgfältig geglättet ist. Die wie Leder aussehenden Gefäße sind manchmal mit kleinen Wülsten verziert und haben einen außen gewölbten Boden. In derselben Phase schmücken Kannelierungen und Punktierungen die Keramik im östlichen und südlichen Armorika, so die keltische Bezeichnung für die Küstenregion zwischen der Seine und der Loire. Die Motive verraten eine Verwandtschaft mit der Keramik der danubischen Kulturen, die in Form der Linienbandkeramik ab etwa 5000 v. Chr. bis ins Pariser Becken, in die Normandie und auf die anglonormannischen Inseln vorgedrungen waren. Im Poitou und im Département Vendée findet man eine Variante der Carn-Keramik, die so genannte Cous-Keramik, vertreten durch sorgfältig gearbeitete Gefäße, die ebenfalls mit kleinen, runden Wülsten verziert sind, jedoch häufig eine Verengung am Hals aufweisen. All diesen Gefäßen ist der nach außen gewölbte Boden gemein, offensichtlich sollten/konnten sie nicht auf ebenen Flächen hingestellt werden.